# Garth Ennis
Garth Ennis (Holywood, 16 gennaio 1970) è un fumettista britannico.

## Biografia
Alcuni dei lavori che lo hanno reso celebre affrontano il tema della spiritualità e della fede e di come l'organizzazione dei sistemi religiosi manipoli i popoli attraverso dogmi e imposizioni di leggi morali indiscutibili e talvolta deliranti.
Gran parte delle sue opere sono caratterizzate da un'estremizzazione della violenza, umorismo nero e linguaggio volgare ed esplicito ma anche da un interesse nell'amicizia maschile e uno sdegno divertito verso i supereroi. Tra i collaboratori ricorrenti ci sono Steve Dillon, Glenn Fabry, John McCrea e Darick Robertson.
Alcune delle serie più famose realizzate tra gli anni novanta e gli anni duemila sono Preacher, Hitman, Hellblazer e le storie su Punisher realizzate per l'etichetta Marvel Knights e Max Comics.
I suoi lavori gli hanno fatto guadagnare grande credito e dei riconoscimenti nell'industria dei comics, tra cui un Eisner Award come "Miglior scrittore" nel 1998 e le candidature per i Comics Buyer's Guide Award come "Scrittore preferito" nel 1997, 1998, 1999 e 2000.
Nel 2006 è stato annunciato il progetto con il regista John Woo per un fumetto chiamato Seven Brothers, per la linea Director's Cut della Virgin Comics, pubblicato in italiano da Panini Comics in volumi cartonati dal 2007.
La sua serie The Boys disegnata da Darick Robertson, inizialmente annunciata per la WildStorm che l'ha poi cancellata per problemi di censura, è stata in seguito pubblicata dalla Dynamite Entertainment.
Da essa è tratta la serie TV The Boys, distribuita da Prime Video.
I suoi prossimi impegni saranno: Le cronache di Wormwood (una mini-serie di sei numeri con protagonista l'Anticristo), il primo arco narrativo di Midnighter (uno spin-off di The Authority).
Per la DC Comics ha pubblicato una nuova mini serie di due numeri dal titolo JLA/Hitman.
Per Marvel Max è stato annunciato War is Hell: The First Flight of the Phantom Eagle, titolo dedicato ad un vecchio personaggio degli anni sessanta.

## Opere
- 303 (con Jacen Burrows, Avatar Press, 6 numeri, 2004)
- A1 #6A (storia breve) "And They Never Get Drunk But Stay Sober" (con Steve Dillon, 1992)
- Adventures in the Rifle Brigade (con Carlos Ezquerra, volume che raccoglie entrambe le miniserie, 2004: ISBN 1-4012-0353-1):
  - "Adventures in the Rifle Brigade" (Vertigo, miniserie di 3, 2000)
  - "Operation Bollock" (Vertigo, miniserie di 3, 2001)
- The Authority:
  - The Authority: Kev (con Glenn Fabry, WildStorm, volume, 2005, ISBN 1-4012-0614-X):
    - Kev (miniserie di 2, 2002)
    - "More Kev" (miniserie di 4, 2004)

  - The Magnificent Kevin (con Carlos Ezquerra, DC/WildStorm, 5 numeri, 2005, volume, 2006, ISBN 1-4012-0990-4)
- Back to Brooklyn (con Jimmy Palmiotti e disegni di Mihailo Vukelic, volume, 2009, ISBN 978-88-7759-311-5)
- Bart Simpson's Treehouse of Horror n. 7: "In Springfield, No-One Can Hear You Scream" (con John McCrea, 2001)
- Batman: Legends of the Dark Knight n. 91-93 (con Will Simpson, DC, 1997)
- Battler Britton (con Colin Wilson, WildStorm, 2006)
- Bloody Mary (con Carlos Ezquerra, Vertigo, volume, 2005, ISBN 1-4012-0725-1):
  - "Bloody Mary" (DC/Helix, miniserie di 4, 1996)
  - "Bloody Mary: Lady Liberty" (DC/Helix, miniserie di 4, 1998)
- Born (con Darick Robertson, Marvel Comics/MAX Comics, miniserie di 4, 2003).
- Chopper:
  - "Earth, Wind and Fire" (con John McCrea, in Judge Dredd Megazine n 1.01 - 1.06, 1990)
  - "Dead Man's Curve" (con Martin Emond, in Judge Dredd Megazine n. 2.36, 1993)
- Crisis:
  - n. 36 "Suburban Hell: The Unusual Obsession of Mrs. Orton" (disegni di Phillip Swarbrick) (1990)
  - n. 43 "The Ballad of Andrew Brown" (disegni di Phil Winslade, 1990)
  - n. 61 "Light Me" (disegni di Phil Winslade, 1991)
  - n. 62 "Charlie Lives With ... Fang and Snuffles" (disegni di Ian Oldham, 1991)
- The Darkness:
  - Coming of Age (con Marc Silvestri, Image Comics, 1996, volume che raccoglie i numeri 1-6, 1998, ISBN 1-58240-032-6)
  - Painkiller Jane vs. The Darkness: Stripper n. 1 (con Amanda Conner, 1997)
  - Heart of Darkness (con il co-scrittore Malachy Coney e disegni di Marc Silvestri & Joe Benitez, Image, 1998, volume che raccoglie i numeri 11-14, 2001, ISBN 1-58240-205-1)
- The Demon (con John McCrea, DC, n. 40, 42-58, 0, e Annual n. 2, 1993-1995)
- Dicks:
  - For A Few Troubles More (volume che raccoglie storie da Crisis n. 40-43, 45-46)
  - Dicks (con John McCrea, 4 numeri, Caliber, volume, 2003, ISBN 1-59291-004-1)
  - Bigger Dicks (con John McCrea, 4 numeri con ristampa ed espansione della precedente miniserie, volume della Avatar Press, 2002)
  - Dicks 2 (con John McCrea, 4 numeri, Avatar Press, 2002)
  - Dicks X-Mas Special (con John McCrea, one-shot, 2003)
  - Dicks Winter Special (con John McCrea, one-shot, 2005)
- Enemy Ace: War in Heaven (con il co-scrittore Robert Kanigher, disegni di Chris Weston, Russ Heath, Christian Alamy e Joe Kubert, DC, miniserie di 2, 2001, volume del 2003, ISBN 1-56389-982-5)
- Flinch n. 3: "Satanic" (con Kieron Dwyer, 1999)
- Fury:
  - Fury (Marvel MAX, 6 numeri, 2001, volume nel 2002, ISBN 0-7851-0878-5)
- Ghost Rider: Road to Damnation (Marvel Comics, 6 numeri, 2006, raccolti in volume nel luglio 2006, ISBN 0-7851-1592-7)
- Goddess (con Phil Winslade, Vertigo, 8 numeri, 1992, volume del 2002, ISBN 1-56389-735-0)
- Hellblazer (con Steve Dillon, n. 41-50, 52-83, 129-133, Special n. 1, DC/Vertigo, + Heartland one-shot spin-off, 1992-1994, 1998)
  - "Winter's Edge" n. 2 (storia breve)
- Hitman (con John McCrea, DC, 60 numeri + speciali: n. 1,000,000, Annual n. 1 e Hitman/Lobo: That Stupid Bastich!, 1996-2001)
- Hulk Smash! (con John McCrea, Marvel Comics, 2 numeri, 2001)
- Judge Dredd
- Just a Pilgrim (con Carlos Ezquerra):
  - Just a Pilgrim (Black Bull, 5 numeri, 2001, volume, ISBN 1-84023-377-X)
  - Just a Pilgrim: Garden of Eden (Black Bull, 4 numeri, 2002, volume del 2003, ISBN 1-84023-590-X)
- Loaded (con Greg Staples & Les Spink, video game tie-in, 1996)
- Preacher (con Steve Dillon, 66 numeri + la miniserie Saint of Killers più 5 one-shots, Vertigo, 1995-2000)
- Pride & Joy (con John Higgins, Vertigo, 4 numeri, 1997, volume del 2003, ISBN 1-4012-0190-3)
- The Pro (with Amanda Conner, Image Comics, 2002)
- The Punisher (Marvel Comics)
- Revolver:
  - Horror Special: "Suburban Hell: A Dog and His Bastard" (con Phillip Swarbrick, 1990)
  - Romance Special: "The One I Love" (con Glenn Fabry, 1991)
- Shadowman (vol. 2) (n. 1-4, con Ashley Wood, Acclaim, 1997)
- Sleaze 'n' Ryder (con Nick Percival, in Judge Dredd Megazine n. 2.19 - 2.26, 1993)
- Star Wars Tales:
  - Trooper (con John McCrea & Jimmy Palmiotti, nel n. 10, 2001)
  - In the Beginning (con Amanda Connor & Jimmy Palmiotti, nel n. 11, 2002)
- Strontium Dogs:
- Superman 80-Page Giant: How To Be A Super-Hero (con John McCrea, 1999)
- Spider Man's Tangled Web n. 1-3: The Coming of the Thousand (2001, volume del 2002, ISBN 0-7851-0803-3)
- The Boys (disegni di Darick Robertson, 2006-2010, Dynamite Entertainment)
- Thor: Vikings (Marvel Comics, miniserie di 5 numeri, raccolta in volume del 2004, ISBN 0-7851-1175-1)
- Time Flies (con Philip Bond):
  - "Time Flies" (in 2000 AD n. 700-711, 1990)
  - "Tempus Fugitive" (in 2000 AD n. 1015-1023, 1996)
- Troubled Souls (con John McCrea, in Crisis n. 15-27, 40 e 46, 1989-1990)
- True Faith (con Warren Pleece, in Crisis n. 29-34 e 34-38, 1989-1990)
- Unknown Soldier (con Kelly Plunkett, Vertigo, miniserie di 4, 1997, volume del 1998, ISBN 1-56389-422-X)
- War Stories (Vertigo, due miniserie di 4 indipendenti):
  - Volume 1 (con Dave Gibbons, John Higgins, David Lloyd, Chris Weston e Gary Erskine, 2004, ISBN 1-84023-912-3)
  - Volume 2 (con Cam Kennedy, David Lloyd, Carlos Ezquerra e Gary Erskine, 2006, ISBN 1-4012-1039-2)
- Weird War Tales: "Nosh and Barry and Eddie and Joe" (con Jim Lee)
- Chronicle of Wormwood: The Last Battle, disegni di Oscar Jimenez, miniserie a periodicità irregolare, Avatar Press, data di copertina del n. 1º settembre 2009.
- Battlefields, AA.VV., miniserie di 9 numeri a periodicità irregolare, Dynamite Entertainment, New York, data di distribuzione del n. 1º dicembre 2009.
- Garth Ennis è il Supervisore della miniserie Crossed: Family Values di David Lapham (testi) - Javier Barreno (disegni), miniserie di 6 numeri, Avatar Press, 2010. Si tratta del seguito della miniserie Crossed ideata e scritta dallo stesso Ennis tra il 2008 e il 2010[7].
- Jimmy's Bastards (Aftershock Comics, 2017-2018)